# 希尼亞人
希尼亚人（希尼亚语：ݜݨیاٗ‬）是分布於巴基斯坦吉爾吉特-巴爾蒂斯坦、奇特拉爾开伯尔－普赫图赫瓦省科伊斯坦县和印度克什米爾的德拉斯和古拉伊斯的印歐語系達爾德語支民族，2004年在巴基斯坦有1,084,673人，在印度有185,720，在中國有7,860人。
他們信仰伊斯蘭教什葉派，最接近他們的民族是克什米爾人。